# Mălini
Mălini est une commune du județ de Suceava en Roumanie.

## Personnalités liées à la commune
Le poète Nicolae Labiş y est né et y a vécu.